# Sinbad - Legenden fra de syv have
Sinbad - Legenden fra de syv have (originaltitel Sinbad: Legend of the Seven Seas) er en animeret film udgivet i 2003, instrueret af Patrick Gilmore og Tim Johnson.

## Medvirkende
- Sinbad - Michael Carøe
- Marina - Sofie Gråbøl
- Eris - Tammi Øst
- Proteus - Kristian Boland
- Kale - Morten Staugaard
- Rat - Donald Andersen
- Kong Dymas - John Hahn-Petersen
- Henrik Koefoed
- Jens Jacob Tychsen
- Jette Sievertsen
- Johan Vinde
- Karoline Munksnæs
- Lars Lippert
- Lasse Lunderskov
- Ole Ernst
- Peter Aude
- Peter Røschke
- Søren Ulrichs
- Thomas Mørk
- Torbjørn Hummel